# Bremervörde
Bremervörde er en by med omkring 18.000 indbyggere (2013) i den nordlige del af Landkreis Rotenburg (Wümme), i den nordlige del af den tyske delstat Niedersachsen.

## Geografi
Den ligger ved floden Oste omkring midten af den trekant der dannes af floderne Weser og Elben samt byerne Hamburg, Bremen og Cuxhaven.

### Inddeling
I kommunen ligger ud over hovedbyen bydelene og landsbyerne Bevern, Elm, Hesedorf, Hönau-Lindorf, Nieder Ochtenhausen, Iselersheim, Mehedorf, Minstedt, Ostendorf, Plönjeshausen og Spreckens.

### Nabokommuner
Bykommunen Bremervörde grænser til følgende kommuner:
- Gemeinde Gnarrenburg
- Samtgemeinde Börde Lamstedt med kommunerne Hollnseth ogLamstedt
- Samtgemeinde Fredenbeck med kommunen Kutenholz
- Samtgemeinde Geestequelle med kommunerne Alfstedt, Ebersdorf og Oerel
- Samtgemeinde Oldendorf med kommunerne Estorf, Heinbockel og Oldendorf
- Samtgemeinde Selsingen med kommunerne Deinstedt, Farven og Sandbostel